# Тернер, Яаков
Яаков Тернер (ивр. יעקב טרנר‎; 27 февраля 1935, Кфар-Йона, Палестина — 27 октября 2024, Израиль) — израильский военный и государственный деятель, бригадный генерал Армии обороны Израиля, мэр Беэр-Шевы (1998—2008).

## Биография
Яаков Тернер родился в 1935 году в Кфар-Йоне.
В 1953 году поступил на службу в армию, записался на курсы лётчиков. Лётчик-истребитель ВВС Израиля, совершил более 300 боевых вылетов в тыл врага.
Во время Шестидневной войны командовал 107-й эскадрильей, участвовал в операции «Мокед». С сентября 1967 года по июль 1969 года, в ходе Войны на истощение, командовал 110-й эскадрильей.
В 1972—1974 годах — командир лётного училища. Во время Войны Судного дня — в 107-й эскадрильe. В 1977—1981 годах — командир авиабазы «Хацерим». В 1981—1985 годах — командир Управления кадров ВВС Израиля. В 1985 году ушёл в отставку в звании бригадного генерала после 32 лет военной службы.
После службы в армии поступил в израильскую полицию. В 1985—1989 годах — глава отдела кадров полиции. В 1989—1990 годах — командующий Центральным округом полиции. 1 апреля 1990 года получил звание генерал-майора полиции. С 1 апреля 1990 года по 31 марта 1993 года — Генеральный инспектор полиции Израиля.
В 1998—2008 годах — мэр Беэр-Шевы.
Имел степень бакалавра Университета им. Бен-Гуриона. Основал Музей ВВС на авиабазе «Хацерим».
Вдовец, имел трёх сыновей, двое из которых служили в качестве пилотов.
Его именем названы стадион в Беер-Шеве и сквер в Явне.
В 2002 году израильская полиция провела следствие по подозрению Тернера в даче взятки сотруднику муниципалитета Беэр-Шевы, возглавлявшему предвыборный список кандидатов в совет муниципалитета в 1998 году: по подозрению полиции зарплата сотрудника была неоправданно завышена незадолго до выборов в целях заручиться его поддержкой на выборах, однако прокуратура не нашла в деле достаточной доказательной базы для передачи дела в суд.
Умер 27 октября 2024 года в возрасте 89 лет.